# Cesare Rossi
Cesare Rossi (Nàpols, 1842 - Milà, 1909) fou un pianista i compositor italià.
Fou, per espai de molts anys, director d'orquestra en la seva ciutat natal i va compondre les òperes Il ritratto di perla (1879) i Babyles (1879).